# Marina Wilke
Pour les articles homonymes, voir Wilke.
Marina Wilke,  née le 28 février 1958 à Berlin, est une rameuse d'aviron est-allemande. Elle a un temps été mariée au rameur Harald Jährling et est la mère du rameur Robert Jahrling.

## Carrière
Elle est sacrée championne olympique de huit aux Jeux olympiques de 1976 de Montréal et aux Jeux olympiques de 1980 à Moscou.
Elle est aussi championne du monde de huit en 1975 et de quatre barré en 1977, vice-championne du monde de huit en 1978 et 1979.